# Squadra sudcoreana di Coppa Davis
La squadra sudcoreana di Coppa Davis rappresenta la Corea del Sud nella Coppa Davis, ed è posta sotto l'egida dalla Korea Tennis Association.
La squadra partecipa alla competizione dal 1960, e non ha mai ottenuto risultati di rilievo. Ha comunque fatto parte del Gruppo Mondiale in tre occasioni, nelle edizioni del 1981, 1987 e 2008, venendo però eliminata al primo turno in tutte e tre le edizioni.

## Organico 2024
Vengono di seguito illustrati i convocati per ogni singolo turno della Coppa Davis 2019. A sinistra dei nomi la nazione affrontata e il risultato finale. Fra parentesi accanto ai nomi, il ranking del giocatore nel momento della disputa degli incontri (la "d" indica che il ranking corrisponde alla specialità del doppio).
| Qualificazioni Gruppo Mondilae | Qualificazioni Gruppo Mondilae                                                                      |
| Canada (1-3)                   | Hong Seong-chan (224) Lee Jea-moon (508) Nam Ji-sung (689) Kwon Soon-woo (700) Song Min-kyu (399 d) |
| ------------------------------ | --------------------------------------------------------------------------------------------------- |

| Gruppo Mondiale I - Turno principale | Gruppo Mondiale I - Turno principale                                                                   |
| Polonia (3-1)                        | Hong Seong-chan (141) Kwon Soon-woo (344) Nam Ji-sung (587) Chung Yun-seong (700) Song Min-kyu (420 d) |
| ------------------------------------ | --- |

## Risultati
= Incontro del Gruppo Mondiale

### 2010-2019
| Anno | Turno                      | Data            | Sede              | Avversario    | Punteggio | Esito     |
| ---- | -------------------------- | --------------- | ----------------- | ------------- | --------- | --------- |
| 2010 | Gruppo I, 1º turno         | 5-7 marzo       | Astana (KAZ)      | Kazakistan    | 0–5       | Sconfitta |
| 2010 | Gruppo I, Playoff 1º turno | 9-11 luglio     | Gimcheon (KOR)    | Uzbekistan    | 2–3       | Sconfitta |
| 2010 | Gruppo I, Playoff 2º turno | 17-19 settembre | Changwon (KOR)    | Filippine     | 2–3       | Sconfitta |
| 2011 | Gruppo II, 1º turno        | 4-6 marzo       | Changwon (KOR)    | Siria         | 4–1       | Vittoria  |
| 2011 | Gruppo II, 2º turno        | 8-10 luglio     | Gimcheon (KOR)    | Pakistan      | 4–0       | Vittoria  |
| 2011 | Gruppo II, Playoff         | 16-18 settembre | Gimcheon (KOR)    | Thailandia    | 3–0       | Vittoria  |
| 2012 | Gruppo I, 1º turno         | 10-12 febbraio  | Gimcheon (KOR)    | Taipei cinese | 4–1       | Vittoria  |
| 2012 | Gruppo I, 2º turno         | 6-8 aprile      | Brisbane (AUS)    | Australia     | 0–5       | Sconfitta |
| 2013 | Gruppo I, 1º turno         | 1-3 febbraio    | Nuova Delhi (IND) | India         | 4–1       | Vittoria  |
| 2013 | Gruppo I, 2º turno         | 5-7 aprile      | Tokyo (JPN)       | Giappone      | 2–3       | Sconfitta |
| 2014 | Gruppo I, 1º turno         | 4-6 aprile      | Pusan (KOR)       | India         | 1–3       | Sconfitta |
| 2014 | Gruppo I, Playoff 1º turno | 12-14 settembre | Kaohsiung (TPE)   | Taipei cinese | 3–1       | Vittoria  |
| 2015 | Gruppo I, 1º turno         | 6-8 marzo       | Nonthaburi (THA)  | Thailandia    | 3–2       | Vittoria  |
| 2015 | Gruppo I, 2º turno         | 17-19 luglio    | Tashkent (UZB)    | Uzbekistan    | 2–3       | Sconfitta |
| 2016 | Gruppo I, 1º turno         | 4-6 marzo       | Seul (KOR)        | Nuova Zelanda | 3–1       | Vittoria  |
| 2016 | Gruppo I, 2º turno         | 16-17 luglio    | Chandigarh (IND)  | India         | 1–4       | Sconfitta |
| 2017 | Gruppo I, 1º turno         | 3-5 febbraio    | Seul (KOR)        | Uzbekistan    | 1–3       | Sconfitta |
| 2017 | Gruppo I, Playoff 1º turno | 7-9 aprile      | Auckland (NZL)    | Nuova Zelanda | 2–3       | Sconfitta |
| 2017 | Gruppo I, Playoff 2º turno | 15-17 settembre | Yang Gu (KOR)     | Taipei cinese | 3–2       | Vittoria  |
| 2018 | Gruppo I, 1º turno         | 1-3 febbraio    | Islamabad (PAK)   | Pakistan      | 0–4       | Sconfitta |
| 2018 | Gruppo I, Playoff          | 13-15 settembre | Gimcheon (KOR)    | Nuova Zelanda | 3–2       | Vittoria  |
| 2019 | Gruppo I, Playoff          | 14-15 settembre | Cina (CHN)        | Cina          | 3–1       | Vittoria  |

### 2020-2029
| Anno | Turno                               | Data            | Sede               | Avversario    | Punteggio | Esito     |
| ---- | ----------------------------------- | --------------- | ------------------ | ------------- | --------- | --------- |
| 2021 | Qualificazioni Gruppo Mondiale      | 6-7 marzo       | Cagliari (ITA)     | Italia        | 0–4       | Sconfitta |
| 2021 | Gruppo Mondiale I, Turno principale | 17-18 settembre | Newport (USA)      | Nuova Zelanda | 3–1       | Vittoria  |
| 2022 | Qualificazioni Gruppo Mondiale      | 4-5 marzo       | Seoul (KOR)        | Austria       | 3–1       | Vittoria  |
| 2022 | Gruppo Mondiale, Round Robin        | 13 settembre    | Valencia (ESP)     | Canada        | 1–2       | Sconfitta |
| 2022 | Gruppo Mondiale, Round Robin        | 15 settembre    | Valencia (ESP)     | Serbia        | 1–2       | Sconfitta |
| 2022 | Gruppo Mondiale, Round Robin        | 18 settembre    | Valencia (ESP)     | Spagna        | 0–3       | Sconfitta |
| 2023 | Qualificazioni Gruppo Mondiale      | 4-5 febbraio    | Seoul (KOR)        | Belgio        | 3–2       | Vittoria  |
| 2023 | Gruppo Mondiale, Round Robin        | 12 settembre    | Valencia (ESP)     | Serbia        | 0–3       | Sconfitta |
| 2023 | Gruppo Mondiale, Round Robin        | 14 settembre    | Valencia (ESP)     | Rep. Ceca     | 0–3       | Sconfitta |
| 2023 | Gruppo Mondiale, Round Robin        | 17 settembre    | Valencia (ESP)     | Spagna        | 1–2       | Sconfitta |
| 2024 | Qualificazioni Gruppo Mondiale      | 2-3 febbraio    | Montréal (CAN)     | Canada        | 1–3       | Sconfitta |
| 2024 | Gruppo Mondiale I, Turno principale | 13-14 settembre | Zielona Góra (POL) | Cina          | 3–1       | Vittoria  |

## Statistiche giocatori
Di seguito la classifica dei tennisti sudcoreani con almeno una partecipazione in Coppa Davis, ordinati in base al numero di vittorie. In caso di parità si tiene conto del maggior numero di incontri disputati; in caso di ulteriore parità viene dato più valore agli incontri in singolare; come quarto e ultimo criterio viene considerata la data d'esordio. In grassetto quelli tuttora in attività.

Aggiornato alla Coppa Davis 2025 (Repubblica Ceca-Corea del Sud 4-0).
| #  | Tennista        | Singolare | Doppio | Totale |
| -- | --------------- | --------- | ------ | ------ |
| 1  | Lee Hyung-taik  | 41-9      | 10-15  | 51-24  |
| 2  | Yoon Yong-il    | 16-10     | 3-4    | 19-14  |
| 3  | Yoo Jin-sun     | 8-5       | 10-6   | 18-11  |
| 4  | Kim Bong-soo    | 13-8      | 5-1    | 18-9   |
| 5  | Lim Yong-kyu    | 12-8      | 4-7    | 16-15  |
| 6  | Jeon Young-dai  | 11-4      | 3-6    | 14-10  |
| 7  | Chung Hee-seok  | 7-3       | 7-5    | 14-8   |
| 8  | Song Dong-wook  | 7-7       | 6-5    | 13-12  |
| 9  | Chang Eui-jong  | 8-7       | 5-4    | 13-11  |
| 10 | Kwon Soon-woo   | 12-10     | 0-1    | 12-11  |
| 11 | Jun Woong-sun   | 9-5       | 3-3    | 12-8   |
| 12 | Chung Hyeon     | 10-2      | 0-2    | 10-4   |
| 13 | Nam Ji-sung     | 3-3       | 6-11   | 9-14   |
| 14 | Kim Choon-ho    | 7-8       | 1-3    | 8-11   |
| 15 | Roh Gap-taik    | 7-1       | 0-0    | 7-1    |
| 16 | Im Kyu-tae      | 5-7       | 1-2    | 6-9    |
| 17 | Song Min-kyu    | 0-0       | 6-9    | 6-9    |
| 18 | Kim Young-jun   | 6-3       | 0-1    | 6-4    |
| 19 | Kim Chi-wan     | 1-1       | 5-3    | 6-4    |
| 20 | Hong Seong-chan | 5-15      | 0-2    | 5-17   |
| 21 | Kim Dong-hyun   | 3-4       | 2-3    | 5-7    |
| 22 | Jeon Chang-dae  | 5-4       | 0-1    | 5-5    |
| 23 | Kim Jae-sik     | 4-2       | 1-2    | 5-4    |
| 24 | Kim Sung-bae    | 4-6       | 0-2    | 4-8    |
| 25 | Ju Chang-nam    | 2-5       | 2-3    | 4-8    |

| #  | Tennista        | Singolare | Doppio | Totale |
| -- | --------------- | --------- | ------ | ------ |
| 26 | Jeong Suk-young | 4-4       | 0-1    | 4-5    |
| 27 | An Jae-sung     | 3-2       | 1-1    | 4-3    |
| 28 | Kim Moon-il     | 2-8       | 1-5    | 3-13   |
| 29 | Shin Han-cheol  | 2-7       | 1-0    | 3-7    |
| 30 | Kim Hyun-joon   | 2-1       | 1-3    | 3-4    |
| 31 | Seol Jae-min    | 0-1       | 3-3    | 3-4    |
| 32 | Ji Seung-ho     | 2-2       | 1-1    | 3-3    |
| 33 | Kim Sun-yong    | 3-1       | 0-0    | 3-1    |
| 34 | Kwon Oh-hee     | 1-0       | 2-1    | 3-1    |
| 35 | Kim Doo-hwan    | 2-11      | 0-4    | 2-15   |
| 36 | Im Chung-yang   | 2-5       | 0-4    | 2-9    |
| 37 | Kim Bong-suk    | 1-3       | 1-3    | 2-6    |
| 38 | Cho Min Hyeok   | 2-4       | 0-0    | 2-4    |
| 39 | Choi Boo-kil    | 2-1       | 0-3    | 2-4    |
| 40 | Lee Duck-hee    | 2-2       | 0-1    | 2-3    |
| 41 | Chung Hee-sung  | 0-1       | 2-2    | 2-3    |
| 42 | Cho Soong-jae   | 1-0       | 1-0    | 2-0    |
| 43 | Chung Yong-ho   | 1-11      | 0-7    | 1-18   |
| 44 | Lee Woo-ryong   | 0-3       | 1-0    | 1-3    |
| 45 | Bae Nam-ju      | 0-2       | 1-1    | 1-3    |
| 46 | Chung Yun-seong | 0-1       | 1-1    | 1-2    |
| 47 | Nam Hyun-woo    | 1-0       | 0-0    | 1-0    |
| 48 | Kim Nam-hoon    | 0-0       | 1-0    | 1-0    |
| 49 | Lee Sang-yun    | 0-5       | 0-3    | 0-8    |
| 50 | Baek Seung-bok  | 0-3       | 0-1    | 0-4    |

| #  | Tennista           | Singolare | Doppio | Totale |
| -- | ------------------ | --------- | ------ | ------ |
| 51 | Lee Jea-moon       | 0-1       | 0-3    | 0-4    |
| 52 | Lee Seung-hoon     | 0-3       | 0-0    | 0-3    |
| 53 | Chung Hong         | 0-2       | 0-1    | 0-3    |
| 54 | Um Hwa-yong        | 0-2       | 0-0    | 0-2    |
| 55 | Song Hyeong-keun   | 0-2       | 0-0    | 0-2    |
| 56 | Suk Hyun-joon      | 0-2       | 0-0    | 0-2    |
| 57 | Lee Tong-won       | 0-1       | 0-0    | 0-1    |
| 58 | Baek Se-hyun       | 0-1       | 0-0    | 0-1    |
| 59 | Lee Ek-son         | 0-1       | 0-0    | 0-1    |
| 60 | Na Jung-woong      | 0-1       | 0-0    | 0-1    |
| 61 | Park Minjong       | 0-1       | 0-0    | 0-1    |
| 62 | Gerard Campana Lee | 0-1       | 0-0    | 0-1    |
| 63 | Sanhui Shin        | 0-1       | 0-0    | 0-1    |
| 64 | Kim Ke-hwan        | 0-0       | 0-1    | 0-1    |
| 65 | Park Do-sung       | 0-0       | 0-1    | 0-1    |
| 66 | Lee Jeong-min      | 0-0       | 0-1    | 0-1    |

## Andamento
La seguente tabella riflette l'andamento della squadra dal 1990 ad oggi.
| Pos.           | 90 | 91 | 92 | 93 | 94 | 95 | 96 | 97 | 98 | 99 | 00 | 01 | 02 | 03 | 04 | 05 | 06 | 07 | 08 | 09 | 10 | 11 | 12 | 13 | 14 | 15 | 16 | 17 | 18 | 19 | 21 | 22 | 23 | 24 |
| -------------- | -- | -- | -- | -- | -- | -- | -- | -- | -- | -- | -- | -- | -- | -- | -- | -- | -- | -- | -- | -- | -- | -- | -- | -- | -- | -- | -- | -- | -- | -- | -- | -- | -- | -- |
| Campione       |    |    |    |    |    |    |    |    |    |    |    |    |    |    |    |    |    |    |    |    |    |    |    |    |    |    |    |    |    |    |    |    |    |    |
| Finalista      |    |    |    |    |    |    |    |    |    |    |    |    |    |    |    |    |    |    |    |    |    |    |    |    |    |    |    |    |    |    |    |    |    |    |
| SF             |    |    |    |    |    |    |    |    |    |    |    |    |    |    |    |    |    |    |    |    |    |    |    |    |    |    |    |    |    |    |    |    |    |    |
| QF             |    |    |    |    |    |    |    |    |    |    |    |    |    |    |    |    |    |    |    |    |    |    |    |    |    |    |    |    |    |    |    |    |    |    |
| OF             |    |    |    |    |    |    |    |    |    |    |    |    |    |    |    |    |    |    |    |    |    |    |    |    |    |    |    |    |    |    |    |    |    |    |
| Qualificazioni | x  | x  | x  | x  | x  | x  | x  | x  | x  | x  | x  | x  | x  | x  | x  | x  | x  | x  | x  | x  | x  | x  | x  | x  | x  | x  | x  | x  | x  |    |    |    |    |    |
| Gruppo I       |    |    |    |    |    |    |    |    |    |    |    |    |    |    |    |    |    |    |    |    |    |    |    |    |    |    |    |    |    |    |    |    |    |    |
| Gruppo II      |    |    |    |    |    |    |    |    |    |    |    |    |    |    |    |    |    |    |    |    |    |    |    |    |    |    |    |    |    |    |    |    |    |    |
| Gruppo III     | x  | x  |    |    |    |    |    |    |    |    |    |    |    |    |    |    |    |    |    |    |    |    |    |    |    |    |    |    |    |    |    |    |    |    |
| Gruppo IV      | x  | x  | x  | x  | x  | x  | x  |    |    |    |    |    |    |    |    |    |    |    |    |    |    |    |    |    |    |    |    |    |    |    |    |    |    |    |

Legenda
- Campione: La squadra ha conquistato la Coppa Davis.
- Finalista: La squadra ha disputato e perso la finale.
- SF: La squadra è stata sconfitta in semifinale.
- QF: La squadra è stata sconfitta nei quarti di finale.
- OF: La squadra è stata sconfitta negli ottavi di finale (1º turno). Dal 2019 sostituito dal Round Robin.
- Qualificazioni: La squadra è stata sconfitta al turno di qualificazione. Istituito nel 2019.
- Gruppo I: La squadra ha partecipato al Gruppo I della propria zona di appartenenza.
- Gruppo II: La squadra ha partecipato al Gruppo II della propria zona di appartenenza.
- Gruppo III: La squadra ha partecipato al Gruppo III della propria zona di appartenenza.
- Gruppo IV: La squadra ha partecipato al Gruppo IV della propria zona di appartenenza.
- x: Ove presente, la x indica che in quel determinato anno, il Gruppo in questione non è esistito.